# A27-es autópálya (Olaszország)
Az A27-es autópálya egy 82,5 km hosszúságú autópálya Olaszországban, Veneto régióban. Fenntartója az Autostrade per l'Italia.